# 電クラ2
『電クラ2』（でんクラツー）は、日本のクラシックデュオ、杉ちゃん&鉄平の6枚目のアルバム。

## 概要
前作が、テレビやネットにおいて特集が組まれたのをきっかけに発表された第2弾。前作同様電車をはじめとする鉄道の様々な音をクラシックで表現している。ジャケットにはカツミ製の近鉄30000系（ビスタEX）が使われている。また、中面ジャケットには、いろいろな車両に顔が描かれているが、これは『きかんしゃトーマス』が元ネタ。

## 収録曲
1. 協奏曲「涙の乗車券」
2. 中央線上のメリークリスマス（平日快速運転）
  - タイトルは「戦場のメリークリスマス」から。
  - 東京駅から高尾方面の発車メロディを演奏する。立川真司のアナウンス入り。
  - 平日快速運転の名がある通り、高円寺駅・阿佐ケ谷駅・西荻窪駅の発車メロディも演奏される。
3. ラプソディ・イン・ブルートレイン
  - 曲名は「ラプソディ・イン・ブルー」と「ブルートレイン」を組み合わせたもの。
4. 無伴奏踏切メヌエット
5. 踏切コンチェルト
6. グランドひかりコンチェルト
7. 03系ソナタ
  - 再現した車両は前期のチョッパ制御車である。
8. アストラムインベンション
  - アストラムラインの駅で聴かれる接近メロディをチェンバロで演奏。
9. メトロ・イメライ2 1.大阪・御堂筋編2
  - 御堂筋線新大阪駅のなかもず方面をイメージ（発車メロディは下りバージョン）。
10. メトロ・イメライ2 2.名古屋・東山編
  - 東山線栄駅をイメージ。ただし、2007年3月19日までの接近チャイムを収録。
11. メトロ・イメライ2 3.京都・東西編 〜醍醐寺の鶯〜
  - 東西線三条京阪駅をイメージ。ただし、二条駅 - 太秦天神川駅開業前のもの。
  - この曲と前出「大阪・御堂筋編2」のアナウンス担当は緒方恵美。
12. メトロ・イメライ2 番外編 祖師ヶ谷大蔵 〜ウルトラマンの歌〜
13. 無伴奏KEIOパルティータ
14. Maxやまびこカノン
15. 舞曲「いい日旅立ち」
16. Train Kept A Rollin'
17. 「貴婦人」に乗車
  - タイトルはブルグミュラー25の練習曲「貴婦人の乗馬」からであり、「貴婦人」とはC57 1号蒸気機関車のこと。
18. 瞑想曲「浪漫鉄道」（JR九州社歌）
19. 山手線上のアリア English Version
  - 前作の曲のひとつである「山手線上のアリア」にクリステル・チアリによる英語アナウンスを加えたボーナス・トラック。なお、駒込駅の発車メロディは「さくらさくら」に変更されている。